# غندة جين (أبرومند)
غندة جین (بالفارسية: گنده جین) هي قرية تقع في إيران في قسم أبرومند الريفي. يقدر عدد سكانها بـ 871 نسمة بحسب إحصاء 2016.